# Joe Payne
Joseph "Joe" Payne, född 12 oktober 1984 i Tampa, Florida, död 24 januari 2020, var en amerikansk hårdrocksmusiker, mest känd som turnerande basist och sångare i death metalbandet Nile från 2005 till 2007. Payne var sedan 2005 medlem i musikgruppen Domination Through Impurity, där han sjöng, spelade gitarr och basgitarr. Han var också medlem i Divine Heresy (2007–2011), där han spelade basgitarr, i Lecherous Nocturne (2004–2005) som basgitarrist och i Lust of Decay som låtskrivare och basgitarrist. Dessutom var han turnerande musiker i Nile (2005–2007) och i Psycroptic (2006, 2016).

## Diskografi (urval)
Studioalbum med Lust of Decay
- 2004 – Kingdom of Corpses
- 2006 – Purity Through Dismemberment

Studioalbum med Domination Through Impurity
- 2005 – Essence of Brutality
- 2010 – Masochist

Studioalbum med Divine Heresy
- 2009 – Bringer of Plagues

Studioalbum med Methexis
- 2015 – Suiciety [4]